# Tjaard (Leeuwarden)
Tjaard (Fries: Tsjaard of Tsjaerd) is een buurtschap in de gemeente Leeuwarden, in de Nederlandse provincie Friesland. Tjaard ligt ten oosten van de A32, ten zuiden van de stad Leeuwarden, tussen Idaard en Wirdum in de gelijknamige polder aan de Tsjaerderdyk. Aan de westzijde ligt de Tjaardervaart.

## Geschiedenis
Tjaard is oorspronkelijk ontstaan op een terp. De terp is nog zichtbaar in het landschap, met enkele boerderijen bij elkaar. In 1490 werd de plaats vermeld als Tytzaerd en in 1443 als tSijaerdt, Seardt en Tijaerdama Buijren. Die laatste verwijst naar de familie die waarschijnlijk op de terp woonde. In 1664 werd de naam geschreven als Tjaerd en rond 1700 als Tjaard.
De plaatsnaam zou duiden op een verhoogde plek (werth) van de persoon Tyts. Het eerste element zou ook naar een watergang, tia kunnen verwijzen.
Voor de gemeentelijke herindelingen in 1944 behoorde Tjaard grotendeels tot de gemeente Leeuwarderadeel en voor een klein deel onder de gemeente Boornsterhem.

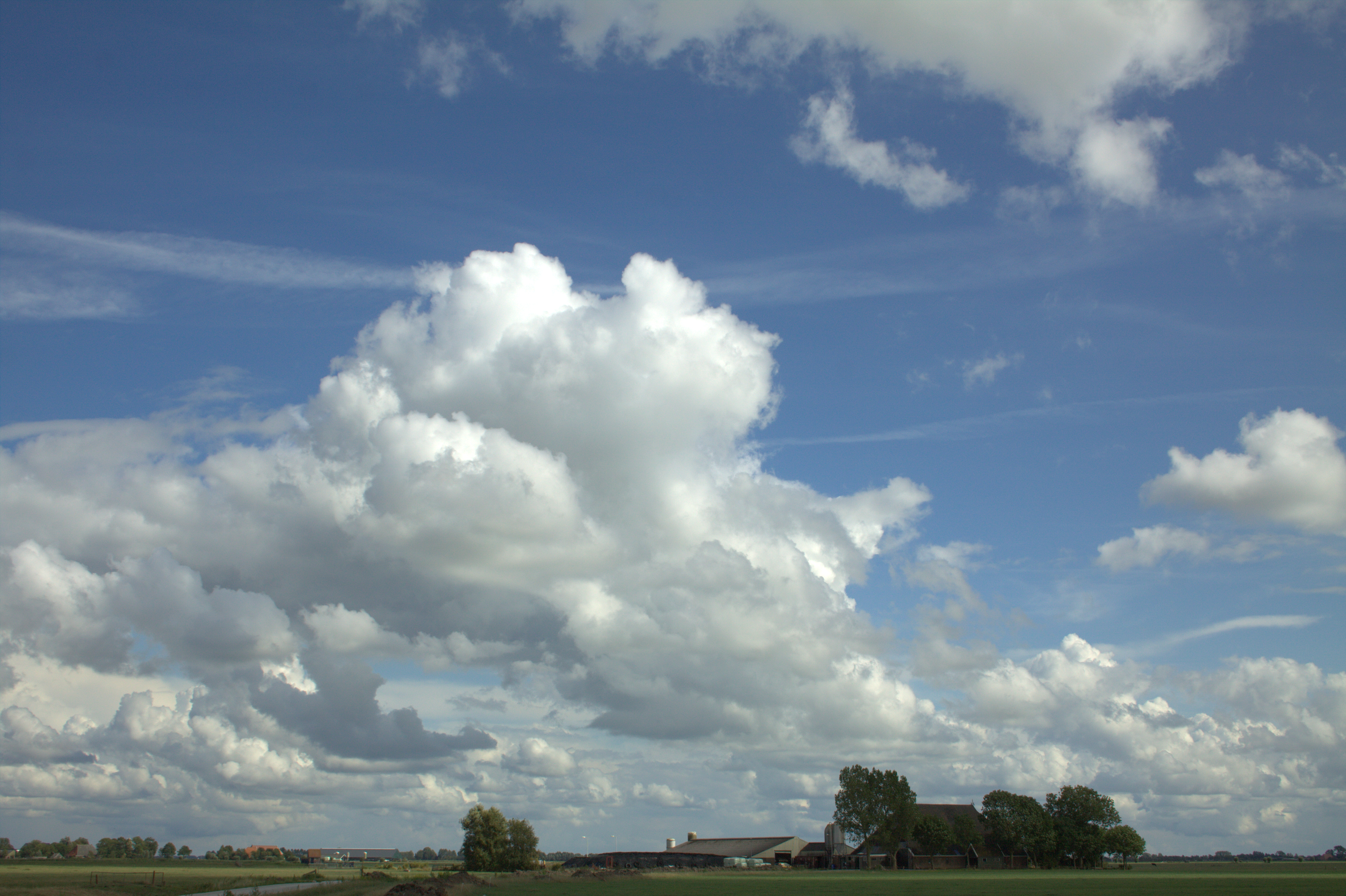
Zicht op Tjaard

Steden, dorpen en gehuchten: Aegum · Baard · Beers · Britsum · Cornjum · Finkum · Friens · Goutum · Grouw · Hempens · Hijlaard · Hijum · Huins · Idaard · Irnsum · Jellum · Jelsum · Jorwerd · Leeuwarden · Lekkum · Lions · Mantgum · Miedum · Oosterlittens · Oude Leije · Roordahuizum · Snakkerburen · Stiens · Swichum · Teerns · Warstiens · Wartena · Warga · Weidum · Wirdum · Wytgaard

Buurtschappen: Abbengawier · Angwier · Baardburen · Bartlehiem (deels) · Barrahuis · De Hem · Domwier · Fons · Groote Bontekoe · Gotum · Hezens · Horne · Hofland · Hoptille · Marwird · Midsburen · Naarderburen · Noordend · Oude Schouw (deels) · Rewerd (deels) · Schillaard · Schrins · Tichelwerk · Tjaard · Tjeintgum · Truurd · Tsienzerburen · Vensterburen · Vierhuis · Wammerd · Wiel · Wieuwens · Wilaard · Zuiderend

Voormalige buurtschappen: De Drie Romers · Hoek · Zuiderburen

Friesland: Steden en dorpen      Nederland: Provincies · Gemeenten